# Парано
Парано (итал. Parrano) је насеље у Италији у округу Терни, региону Умбрија.
Према процени из 2011. у насељу је живело 334 становника. Насеље се налази на надморској висини од 456 м.

## Становништво
Према резултатима пописа становништва 2011. у општини је живело 590 становника.
| 1931. | 1936. | 1951. | 1961. | 1971. | 1981. | 1991. | 2001. | 2011. |
| ----- | ----- | ----- | ----- | ----- | ----- | ----- | ----- | ----- |
| 1.729 | 1.823 | 1.730 | 1.320 | 872   | 700   | 622   | 579   | 590   |